# Colias occidentalis
Colias occidentalis är en fjärilsart som beskrevs av Samuel Hubbard Scudder 1862. Colias occidentalis ingår i släktet Colias och familjen vitfjärilar. Inga underarter finns listade i Catalogue of Life.